# Lari
Lari (лат.) — подотряд птиц отряда ржанкообразных (Charadriiformes), включающий чаек, крачек, поморников и водорезов. Первые представители подотряда возникли в эоцене. В настоящее время широко распространенные на всех континентах околоводные птицы. Встречаются на побережьях как пресных водоемов, так и морей и океанов. Питаются преимущественно рыбой, но также и мелкими беспозвоночными. Гнезда устраивают на земле, некоторые (чистиковые) — на выступах скал или, очень редко, в норах.

## Классификация
- Семейство Alcidae — Чистиковые
- Семейство Dromadidae — Рачьи ржанки
- Семейство Glareolidae — Тиркушковые
- Семейство Laridae — Чайковые
- Семейство Stercoraridae — Поморниковые